# Ozren Perić
Ozren Perić (* 4. April 1987 in Bosanska Gradiška)  ist ein bosnisch-herzegowinischer Fußballspieler auf der Position eines Stürmers. Aktuell spielt Perić bei FK Borac Banja Luka in der höchsten bosnischen Spielklasse, der Premijer Liga.

## Karriere

### Vereinskarriere
Perić wechselte im Sommer 2005, aus seiner Heimat kommend, zum SK Sturm Graz in die österreichische Fußball-Bundesliga. Dort kam er nur zeitweise zu Kurzeinsätzen, wobei er zumeist kurz vor Spielende eingewechselt wurde. Insgesamt absolvierte Perić bis 2008 23 Meisterschaftseinsätze für den Traditionsverein aus der steirischen Landeshauptstadt Graz. Weiters stand er in der Saison 2007/08 in drei Partien für die Amateurmannschaft der Grazer auf dem Platz. Im August 2008 wechselte der Stürmer leihweise zum NK Rudar Velenje, wo er in seiner ersten Saison in 23 Einsätzen (ebenfalls, wie beim SK Sturm meist nur Kurzeinsätze) zu acht Treffern kam. Neben dem Fußballspielen studiert Perić momentan Veterinärmedizin. In der Sommerpause vor der Saison 2009/10 zog der SK Sturm die Option auf Perić nicht, weswegen er den Verein endgültig verlassen musste.
Im Juli 2009 absolvierte er ein Probetraining bei dem rumänischen Erstligisten Pandurii Târgu Jiu, ohne jedoch überzeugen zu können. Anschließend unterschrieb er einen Vertrag bei FK Borac Banja Luka in der ersten bosnischen Liga.

### International
Perić konnte bereits in der U-21-Nationalmannschaft seines Heimatlandes Erfahrungen sammeln. Bis dato  absolvierte er ein offizielles Spiel für Mannschaft.